# Siège de Nicée (1328-1331)
Pour les articles homonymes, voir Siège de Nicée.
Guerres byzantino-ottomanes
Batailles
- Bapheus
- Campagne catalane
- Bursa
- Pélékanon
- Nicée
- Nicomédie
- 1re Gallipoli
- 2e Gallipoli
- Philadelphie
- 1re Constantinople
- 2e Constantinople
- 3e Constantinople
- 4e Constantinople
- Thessalonique
- Bosphore
- 5e Constantinople

Le siège de Nicée entre 1328 et 1331 voit la conquête de cette ville byzantine capitale par les forces d'Orhan. Cette victoire a joué un rôle important dans l'expansion de l'Empire ottoman.

## Contexte
Nicée était tombée sous domination turque seldjoukide en 1081. La diplomatie byzantine avait abouti à sa reconquête en 1097 lors de la première croisade. Par la suite elle devint la capitale de l'Empire byzantin de Nicée, entre 1204 et 1261, parallèlement à l'existence de l'Empire latin à Constantinople. Sitôt Constantinople reprise aux Latins, les Byzantins concentrèrent leurs efforts pour restaurer leur emprise sur la Grèce. Les soldats sont transférés depuis le front oriental d'Anatolie vers le Péloponnèse avec pour conséquence désastreuse un accès facilité aux terres autour de Nicée pour les troupes ottomanes. Avec une fréquence et une férocité accrues, les raids turcs font reculer le pouvoir impérial byzantin en Anatolie.

## Siège
Durant la décennie précédente, les territoires qui entourent la cité sont progressivement tombés aux mains d'Osman Ier. Il en profite pour s'emparer de la cité de Bursa et y établit une capitale dangereusement proche de la capitale byzantine, Constantinople. En 1328, Orhan, le fils d'Osman, entame le siège de la ville de Nicée, soumise à un blocus intermittent depuis 1301. Les Ottomans ne parviennent pas à prendre le contrôle de la cité en passant par le port au bord du lac. Par conséquent, le siège s'enlise pendant plusieurs années.
En 1329, l'empereur Andronic III tente de briser le siège. Il commande une force de secours afin de repousser les Turcs du voisinage immédiat des villes de Nicomédie et Nicée. Après quelques succès mineurs, il subit un important revers à Pélékanon et doit battre en retraite. Quand le gouverneur byzantin prend conscience qu'aucune force impériale n'est en mesure de rétablir les frontières et de repousser les envahisseurs, il présente la reddition de la cité aux Ottomans en 1331.

## Conséquences
Nicée avait été la plus grande cité asiatique de l'Empire byzantin jusqu'à sa chute face aux Ottomans. La conquête turque se poursuit rapidement et Nicomédie est prise en 1337.